# Rotterdam Ahoy
Il Rotterdam Ahoy (più semplicemente Ahoy o Ahoy Rotterdam) è un centro congressi e arena situato nella città olandese di Rotterdam. Tra i maggiori centri congressi dei Paesi Bassi, il complesso è suddiviso in tre sezioni: il Beurs- & Evenementenhallen, il Congres- & Vergadercentrum e l'Ahoy Arena.
Ha ospitato diversi eventi sportivi internazionali, concerti e festival musicali tra cui il FIFA Futsal World Championship 1989, gli MTV Europe Music Awards (nel 1997 e nel 2016), il Junior Eurovision Song Contest 2007 e l'Eurovision Song Contest 2021.

## Storia

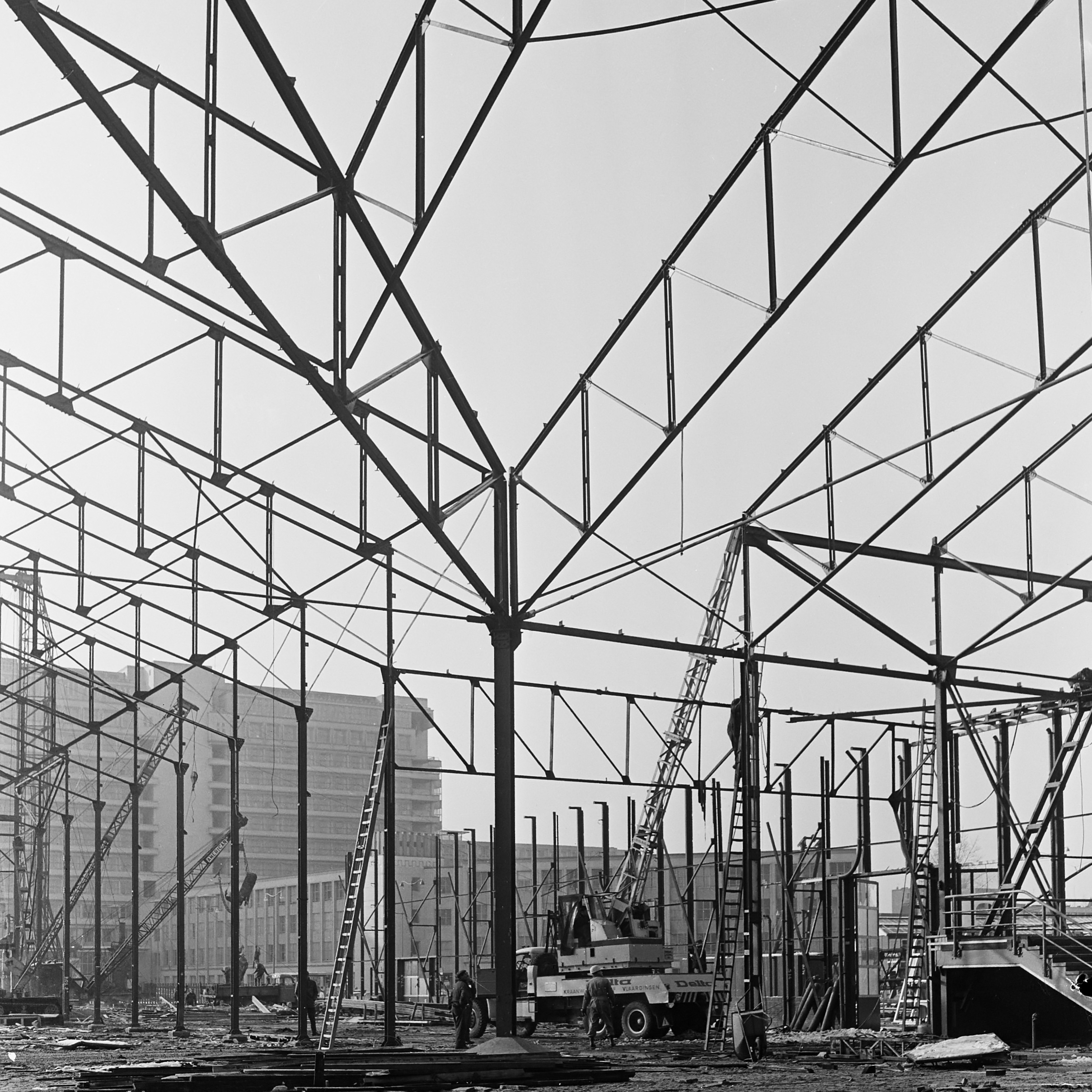
La demolizione del vecchio Ahoy nel 1966

L'Ahoy Rotterdam fu fondato nel 1950 con il completamento dell'Europoort e fu gestito come Ahoy Hall fino al 1966, anno in cui il complesso fu demolito. La costruzione di un secondo centro congressi iniziò nel 1968 e fu completata nel 1970, con l'inaugurazione, a cui prese parte il principe Claudio, tenutasi il 15 gennaio 1971. L'intera struttura fu rinnovata nel 1988 e nel 1997.
Nel luglio 2018 lo studio Kraaijvanger Architects ha progettato un ampliamento dell'Ahoy, composto dal Rotterdam Ahoy Convention Centre e dall'RTM Stage, che vantano una sala concerti della capienza di 2 750 posti e una superficie di 35000 m². Nel 2020, anno in cui avrebbe dovuto ospitare l'Eurovision Song Contest cancellato a causa del dilagare della pandemia di COVID-19, l'impianto è stato trasformato in un ospedale per affrontare l'emergenza sanitaria.

## Eventi
- Campionati europei di atletica leggera indoor 1973
- FIFA Futsal World Championship 1989
- MTV Europe Music Awards 1997
- Junior Eurovision Song Contest 2007
- Campionati mondiali di judo 2009
- Campionati mondiali di ginnastica artistica 2010
- Campionati mondiali di tennistavolo 2011
- Campionati del mondo di BMX 2014
- Campionato europeo femminile di pallavolo 2015
- MTV Europe Music Awards 2016
- Campionati mondiali di short track 2017
- Eurovision Song Contest 2021
- Campionato mondiale femminile di pallavolo 2022

### Annuali
- ABN AMRO World Tennis Tournament (dal 1972)
- Nacht van Oranje (dal 1993)
- De Vrienden van Amstel LIVE! (dal 1999)
- Premier League Darts (dal 2016)
- Sei giorni di Rotterdam

## Collegamenti
- È raggiungibile dalla stazione Zuidplein.